# Turnera dolichostigma
Turnera dolichostigma är en passionsblomsväxtart som beskrevs av Ignatz Urban. Turnera dolichostigma ingår i släktet Turnera och familjen passionsblomsväxter. Inga underarter finns listade i Catalogue of Life.